# Adolf Wuttke
Karl Friedrich Adolf Wuttke (Breslavia 10 de noviembre de 1819 - 12 de abril de 1870) fue un teólogo protestante alemán.

## Trayectoria profesional
Adolf Wuttke nació en Wrocklaw (Breslavia) hijo de un sastre. Empezó a estudiar en el prestigiosos Maria Maddalenen Gymnasium en 1830. Tras su graduación en 1840, ingresó en la Universidad de Breslavia donde iniciaría sus estudios de teología que luego completaría en la Universidad Humboldt de Berlín y la Universidad de Halle-Wittenberg, donde acabaría como profesor adjunto.
Su interés en la política se demostró en su puesto en el partido Altkonservativen y en su posición como miembro del Parlamento pruso.

## Obras
Conocido por su tratado en ética cristiana, Handbuch der christlichen Sittenlehre, 1860-1863 y varias obras sobre paganismo, Die Geschichte des Heidentums, 1851-1853, y superstición, Der deutsche Volksaberglaube der Gegenwart, 1865.